# Подрощинское сельское поселение
Подрощинское сельское поселение — муниципальное образование в составе Ярцевского района Смоленской области России.
Административный центр — деревня Подроща.
Главой поселения и Главой администрации является Рядинская Валентина Александровна.

## Географические данные
- Расположение: юго-западная часть Ярцевского района
- Граничит:
  - на севере — с Ярцевским городским поселением
  - на востоке — с Петровским сельским поселением
  - на юго-востоке — с Дорогобужским районом
  - на юго-западе и западе— с Кардымовским районом
  - на северо-западе — с Мушковичским сельским поселением
- По территории поселения проходит автодорога Р134 «Старая Смоленская дорога» Смоленск — Дорогобуж — Вязьма — Зубцов.
- По территории поселения проходит железная дорога Москва — Минск, станции: О.п. 362-й км.
- Крупные реки: Вопь, Днепр.

## История
Образовано Законом Смоленской области от 28 декабря 2004 года.

## Население
| 2007 | 2011 | 2012 | 2013 | 2014  | 2015 | 2016 |
| ---- | ---- | ---- | ---- | ----- | ---- | ---- |
| 594  | ↗932 | ↗951 | ↗974 | ↗1000 | ↘973 | ↘938 |
| 2017 | 2018 | 2019 | 2020 | 2021  |      |      |
| ↘927 | ↘900 | ↘877 | ↘859 | ↘856  |      |      |

## Населённые пункты
На территории поселения находятся 14 населённых пунктов:
| №  | Населённый пункт | Тип     | Население |
| -- | ---------------- | ------- | --------- |
| 1  | Горки            | деревня | 27        |
| 2  | Елча             | деревня | 3         |
| 3  | Зубово           | деревня | 123       |
| 4  | Ковали           | деревня | 16        |
| 5  | Лопаткино        | деревня | 0         |
| 6  | Матренино        | деревня | 16        |
| 7  | Михайлово        | деревня | 29        |
| 8  | Подроща          | деревня | 291       |
| 9  | Сельцо           | деревня | 0         |
| 10 | Староселье       | деревня | 325       |
| 11 | Стогово          | деревня | 24        |
| 12 | Хатуни           | деревня | 0         |
| 13 | Худотино         | деревня | 35        |
| 14 | Челновая         | деревня | 48        |